# フーガ風序曲
『フーガ風序曲』（フーガふうじょきょく、英語: A Fugal Overture）H.151 作品40-1 は、グスターヴ・ホルストが作曲した演奏会用序曲。1922年に作曲され、1923年に初演された。演奏時間約5分の短い楽曲であり、最初期の新古典主義音楽の一例である。本作の意義についてホルストの同時代人の間では意見の対立が見られたが、以降は僅かであったとしても魅力的かつ刺激的な、ホルストの後期様式を示す楽曲であると看做されるようになっている。

## 作曲と初期演奏史
ホルストは1922年の夏に本作の作曲に着手し、音楽教師として勤務していたセント・ポール女学校の防音室で大部分を書き上げた。初期構想の段階ではバレエ音楽として仕上げる予定であった。総譜は1923年1月4日に完成されている。
初演は1923年5月14日に、コヴェント・ガーデンのロイヤル・オペラ・ハウスにおいてウジェーヌ・グーセンスの指揮、ブリティッシュ・ナショナル・オペラ・カンパニー管弦楽団の演奏で行われた。このときにはホルストのオペラ『どこまでも馬鹿な男』も初演されており、本作は同オペラへの導入を担った。演奏会での初演となったのは1923年10月11日のヘンリー・ウッドによるプロムナード・コンサートであり、作曲者自身がニュー・クイーンズ・ホール管弦楽団を指揮した。さらに本作は1949年と1985年にも同コンサートシリーズで取り上げられている。BBCでは1924年の初頭に本作をはじめて放送しており、さらに1927年にはプラハでヴァーツラフ・ターリヒがチェコ・フィルハーモニー管弦楽団を指揮した演奏も取り上げた。
ホルストはコロンビア・グラモフォン・カンパニーに本作を録音する計画を立てていたが、これは実現しなかった。初録音は1967年にエイドリアン・ボールトとロンドン・フィルハーモニー管弦楽団によって行われ、翌年にリリタから発売された。

## 楽器編成
ピッコロ、フルート2、オーボエ2、コーラングレ、クラリネット2（B♭）、バスクラリネット、ファゴット2、コントラファゴット、ホルン4（F）、トランペット3（C）、トロンボーン3、チューバ、ティンパニ、打楽器1または2、弦五部。
編曲として、ピッコロ、フルート、オーボエ、コーラングレ、クラリネット2、ファゴット2、ホルン2、トランペット2、トロンボーン2、弦五部という版も存在する。また、2台ピアノへの編曲も存在する。

## 楽曲構成
ホルストは本作をフーガ風と呼び、ソナタであるとも述べたが、本作はこれら両形式としては型破りな構造になっている。バッハの対位法に霊感を受けて書かれた本作は、ストラヴィンスキーの新古典主義の楽曲群に比較され得るが、若干先行して書かれているのでそうした作品からの影響を受けてはいない。
本作は3つの部分に分けられる。最初の部分は4/4拍子で強いクロスリズムを伴って急速なフーガ風の主題が出され、8つの八分音符が3 + 3 + 2のパターンに分割される。第2の部分ではぐっと速度を落とし、チェロの独奏がホルストがこの後に書く『エグドン・ヒース』を思わせる音響空間を作り出す。第3の部分では、第1の部分のフーガ風主題が再現される。

## 評価
1920年代、1930年代には本作に対する賛否両論があった。『ミュージカル・タイムズ』誌は「見事な面白さ」を見出し、『タイムズ』紙は曲の「活気あるリズムと鮮やかな色彩」を満喫したが、別の機会には『フーガ風協奏曲』と比較して見劣りするとされ、「この作品にはアイデアが少なく（中略）以前のホルストであればもっと巧みに表現していたのだが」と評されている。R・W・S・メンドルは本作を「終始楽しみで愉快にさせてくれる作品」と呼んだが、ダイネリー・ハッセイは本作及びほぼ同時期の作品である『フーガ風協奏曲』のいずれもが「対位法形式によるひねくれた練習曲であり、いかなる温かみも（中略）本当の活気も有していない」と不満を表明した 。
その後、日頃は友好的な評論家からも好ましくない評価が下されることになる。ホルストの娘であるイモージェンは本作を「不満足」であるとし、中間部のみが耳を襲うフーガの「騒音」からの「慈悲深い解放」であると述べた。レイフ・ヴォーン・ウィリアムズもホルストの音楽を議論する中で、本作は「[自分が]好む作品ではない」と認めている。
しかし、多くの称賛も寄せられた。ボールトによる1956年の演奏を評価した『タイムズ』紙は、ボールトの演奏は説得力のあるもので、曲は「いかなる交響楽の演奏会でも効果的に開始できるような爽快な作品」であると述べた。ウィリアム・マンは1967年に本作は気分を「高揚させる」と評した。ヒュー・オッタウェイは1974年に『ミュージカル・タイムズ』誌上で、本作は主要作品ではないものの活発な楽曲で、「使い古された[演奏会の]『開始楽曲』の一部に代えて折に触れて聴かれる価値が十分ある」と述べている。さらに時代を下ると、本作には「清々しい元気が満ちている」、また「スリル満点の小品（中略）1920年代の『ショート・ライド・イン・ア・ファスト・マシーン』のように思われる」との評が寄せられている。